# Tratado de Moscou (1921)

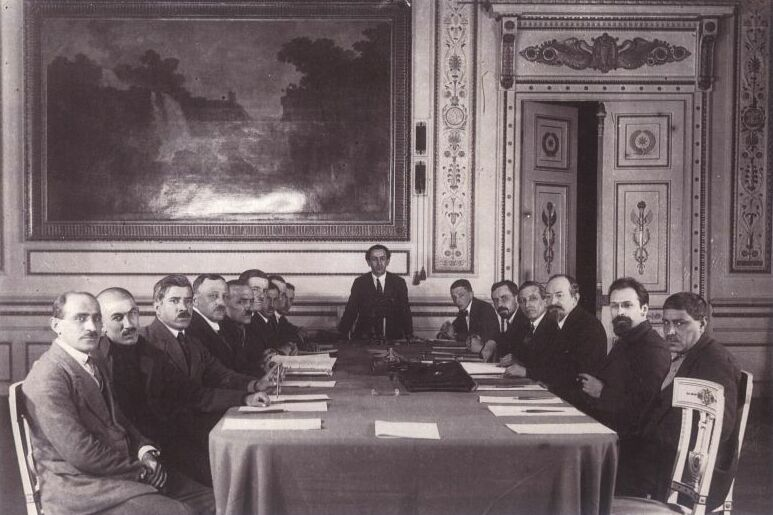
Os membros do comitê turco Rıza Nur, Yusuf Kemal Tengirşenk, Ali Fuat Cebesoy junto com os membros russos Georgy Chicherin e seu vice, Lev Karakhan

O Tratado de Moscou ou Tratado de Irmandade foi um tratado de amizade entre a Grande Assembleia Nacional da Turquia (TBMM) sob a liderança de Mustafa Kemal Atatürk e a Rússia bolchevique sob a liderança de Vladimir Lenin, assinado em 16 de março de 1921. Nem a República da Turquia e nem a União Soviética estavam estabelecidas na época; o governo turco internacionalmente reconhecido no período era o do sultão Mehmed VI, que não foi parte do Tratado de Moscou e que já havia assinado o Tratado de Sèvres que havia sido repudiado pelos kemalistas.
Nos termos do Tratado de Moscou, os dois governos comprometeram-se a estabelecer relações amistosas entre si; o Tratado estipulava que o termo "Turquia" ali significava os territórios incluídos no Juramento Nacional, aprovado pelo Parlamento Otomano, em 28 de janeiro de 1920.
O Artigo VI do Tratado declarava que todos os tratados até então celebrados entre a Rússia e a Turquia seriam nulos e sem efeito; nos termos do Artigo II, a Turquia cedeu Batumi e a área adjacente ao norte da aldeia de Sarp à Geórgia (Oblast de Carse foi para a Turquia); o Artigo III instituiu um Oblast de Naquichevão autônomo sob protetorado do Azerbaijão; nos termos do Artigo V, as partes concordaram em delegar a elaboração final do estatuto do Mar Negro e dos Estreitos para uma futura conferência de delegados dos países do litoral, desde que a "plena soberania" e a segurança da Turquia e "da sua capital Constantinopla" não fossem feridas.
As fronteiras da Turquia, assim como as da Geórgia, Armênia e Azerbaijão, tal como definidas pelo Tratado de Moscou, bem como pelo idêntico Tratado de Carse (assinado em 13 de outubro de 1921), ainda continuam a existir.